# Alexandru Lăpușan
Alexandru Lăpușan (n. 1 februarie 1955, Țăndărei, Ialomița – d. 17 mai 2016, București) a fost un primar al orașului Dej în 1991 și deputat român în legislatura 1990-1992, ales în județul Cluj pe listele partidului FSN. Alexandru Lăpușan a fost deputat în legislaturile 1996-2000 pe listele PDSR. În legislatura 2000-2004 a fost ales deputat pe listele PDSR dar a trecut la PSD în iunie 2001.
În 2003 Alexandru Lăpușan a fost decorat cu Medalia Națională „Serviciul Credincios”.
Alexandru Lăpușan a absolvit Facultatea de Mecanică-Mașini Agricole din cadrul Institutului Politehnic Iași și a obținut titlul de Doctor în Economie de la Academia de Studii Economice din București (2001). Alexandru Lăpușan a fost membru asociat al Academiei de Științe Agricole și Silvice „Gheorghe Ionescu-Șișești”, București (2003) și membru al Consiliului Centrului European Interuniversitar Româno-Bulgar - BRIE (2003).